# Heliographa ceylanica
Heliographa ceylanica är en tvåvingeart som beskrevs av Fritz Isidore van Emden 1965. Heliographa ceylanica ingår i släktet Heliographa och familjen husflugor.
Artens utbredningsområde är Sri Lanka. Inga underarter finns listade i Catalogue of Life.